# Maria Concepció Ramió i Diumenge
Maria Concepció Ramió i Diumenge   (Girona, 22 d'agost de 1961), és una compositora catalana, musicòloga, professora de música i directora de cobla.

## Biografia
Inicià els estudis musicals amb Maria Àngels Alabert a Girona i els continuà amb Manuel Oltra i Josep Poch (Contrapunt) al Conservatori del Liceu de Barcelona, on es titulà en piano l'any 1982 es titulà en piano. Posteriorment, amplià la seva formació al Conservatori Municipal de Barcelona, on estudià Composició Instrumentació amb Josep Soler i Carles Guinovart. Amb una beca del Ministeri d'Educació i Ciència continuà els seus estudis a l'estranger, on var formar-se amb Betsy Jolas al Conservatoire National de París durant el curs 1988/89. Els anys 1991, 1992 i 1995 feu els cursos del Centre Acathes a Vilanova d'Avinyó i també participà en tres edicions de l'International Bartók Seminar a Szombately (Hongria). A partir de l'any 1990 començà a impartir nombrosos cursos i seminaris en els camps de la música i els llenguatges musicals del segle xx. La seva formació es complementà amb tenora (amb Ricard Viladesau, Josep Gispert, Josep Colomer i Jaume Vilà) i oboè.
Ramió està molt vinculada al camp de la cobla ja des de l'any 1980, quan començà a compondre sardanes. El 1987 fou finalista del concurs Nova Sardana. Més endavant ha estat instrumentista de tenora (a les cobles Figueres, Principal de Banyoles, Catalunya 2000, Popular i Badalona) i directora de diverses cobles: la Cobla Sant Jordi entre 1991 i 1993, la Vila d'Olesa, i des del 1994, l'aleshores Cobla Juvenil de Bellpuig, actual Bellpuig Cobla. També ha dirigit diverses cobles en gravacions de discos, entre les quals la Cobla de Cambra de Catalunya i les esmentades Cobla Sant Jordi, Bellpuig Cobla i Vila d'Olesa.
Des del 1993 viu a Igualada, on regenta una llibreria (Llegim...? Llibreria). Ha compaginat la feina de professora d'harmonia, contrapunt i anàlisi al Conservatori de Música d'Igualada i a l'Escola de Música de Capellades (1994-2003).
L'any 2010 funda l'Orquestra Simfònica Terres de Marca juntament amb la Plataforma Contrapunt, a través de la qual també portarà a terme una tasca de promoció musical com l'organització de cicles de música (Festival Ànima de música sacra d'Igualada en tres edicions, 2012-2015, 1100 anys del Castell de Subirats, 2017, i des de 2014 els diversos cicles a la Tossa de Montbui), o l'Stage de Banda Simfònica d'Igualada (2014-2017). L'any 2011 crea i dirigeix la cobla experimental Terres de Marca d'on sorgeix la variant Quintet de cobla (2012), entre altres experiments. Sota la seva direcció i producció porta a terme la gravació del doble Cd Oratori del Llibre de Sinera, de Mercè Torrents, sobre l'obra de Salvador Espriu (2013-2015).
Des de l'any 2012 és directora titular de la Banda de Música d'Igualada. L'any 2018 compon i dirigeix l'obra Origen i Triomf, en quatre moviments, obra encàrrec de l'Aula de Música Tradicional i Popular El Tecler, de Tarragona, per la Trobada de la JOCIT (Orquestra d'instruments Tradicionals de Catalunya) a La Bisbal d'Empordà.
El 2010 li fou concedida la Medalla al Mèrit Musical, dins dels Premis Sardana que atorguen la Federació Sardanista de Catalunya i l'Obra del Ballet Popular. És membre de l'Associació Catalana de Compositors.
El seu germà, Narcís Ramió i Diumenge (Girona, 1951), ha publicat diversos llibres, incloent-hi el volum de poesia Breviari púdic (Barcelona: Robrenyo, 1986). També ha posat lletra a tres sardanes d'en Joaquim Soms.

## Obres[2][9]
- La cançó de l'hora de les bruixes (1994), per a coral infantil. Lletra: Miquel Desclot. Estrena: 23 d'abril de 1994
- Cançó del drac, per a veu, piano, 2 clarinets i fagot. Lletra: Maria Enrich
- Espais hipertròfics (1991), per a conjunt de cambra. Estrena: Música XXI, sota la direcció de Miquel Gaspá; Centre Cultural de la Fundació La Caixa (Barcelona), 6 de novembre de 1991
- Himne de santa Cecília, per a cor. Lletra: Maria Enrich
- Lluna, sal, sang i exili (1999), per a rapsode, flauta, clarinet i violoncel, muntatge poètico-musical en memòria de Maria Mercè Marçal. 55'. Estrena: Teatre de la Aurora (Igualada), 7 de març de 1999
- No sóc jo, per a mezzosoprano i piano. Estrena: 5 de juliol de 1987
- Scherzo, per a tenora i piano. Estrena: 24 de novembre de 1994
- Son son, per a veu i piano. Estrena: 5 de desembre de 1988
- Un suau delit, per a flauta. Estrena: 5 de desembre de 1988
- Tres peces en auguris estel·lars (1998), per a carilló i tenora. 11'30''. Estrena: Jordi Figaró i Anna Mª Reverté; Pati dels Tarongers del Palau de la Generalitat de Catalunya, 22 de juliol de 1998

### Música per a cobla
- Esbós antropològic, per a dues cobles i percussió
- Eventualment naïf: fantasia per a cobla en forma de sardana amb variacions (1997). Estrena: 1 d'agost de 1997
- Fantasia per a quatre tenores
- Fuga per a dues tenores
- Moviments aqualàtics, sardana en tres moviments, per a cobla. Conté: 1. Aqua frigida; 2. Aqua tepida; 3. Aqua calida.
- Obertura a la fanfara i dansa noble, per a dues gralles. Estrena: 11 de juliol de 1990
- Suite transtemporal, per a 2 tenores o tenora i tible
- Ocell no pleguis les ales (1998), per a cobla. Estrena: Cobla Sant Jordi - Ciutat de Barcelona; Museu d'Art Contemporani de Barcelona, 19 de desembre de 2003

### Sardanes
- Rondalla tardorenca (1979)[3]
- Eixerida (1981)
- De casa estant (1982)
- Fiblada: sardana (1983), per a cobla
- Records d'infantesa (1983)
- Per sempre: sardana (1983), per a cobla
- De verd colgada (1984)
- Engrunes d'enyorament (1985), per a cobla. Estrena: 6 de setembre de 1985
- Dolça salabror (1987), per a cobla . Estrena: 12 de juliol de 1987
- Naïf (1997)
- Llavor d'aigua, guspires de terra (1990)[3]
- Les flors et parlaran (2004)
- Rialles d'or (2006)
- Un cabàs ple d'història (2007)
- L'ombra ufanosa del drac argentat (2009)
- 325 Belles Llunes Rutilants (2010)

## Discografia
- Lluna, sal, sang i exili: sextina inèdita. Núria Candela diu Maria Mercè Marçal amb música de Concepció Ramió Igualada: Llibreria Llegim, 2008
- Sardanes de Concepció Ramió, per la Bellpuig Cobla Barcelona: Àudiovisuals de Sarrià, 2008